# تپه قزلجه قویی
تپه قزلجه قویی تپه‌ای دست‌ساز است که در استان گلستان، شهرستان مراوه تپه، روستای نارلی در نزدیکی مرز ترکمنستان واقع شده و این اثر در تاریخ ۱۰ خرداد ۱۳۸۲ با شمارهٔ ثبت ۸۸۵۹ به‌عنوان یکی از آثار ملی ایران به ثبت رسیده است.